# KŽC Doprava
KŽC Doprava ist ein 2006 gegründetes Eisenbahnverkehrsunternehmen in Tschechien. Es führt insbesondere saisonalen, touristischen Verkehr im Auftrag der ÖPNV-Aufgabenträger durch, wobei in der Regel historische Fahrzeuge der früheren Československé státní dráhy (ČSD) zum Einsatz kommen. 

## Geschichte

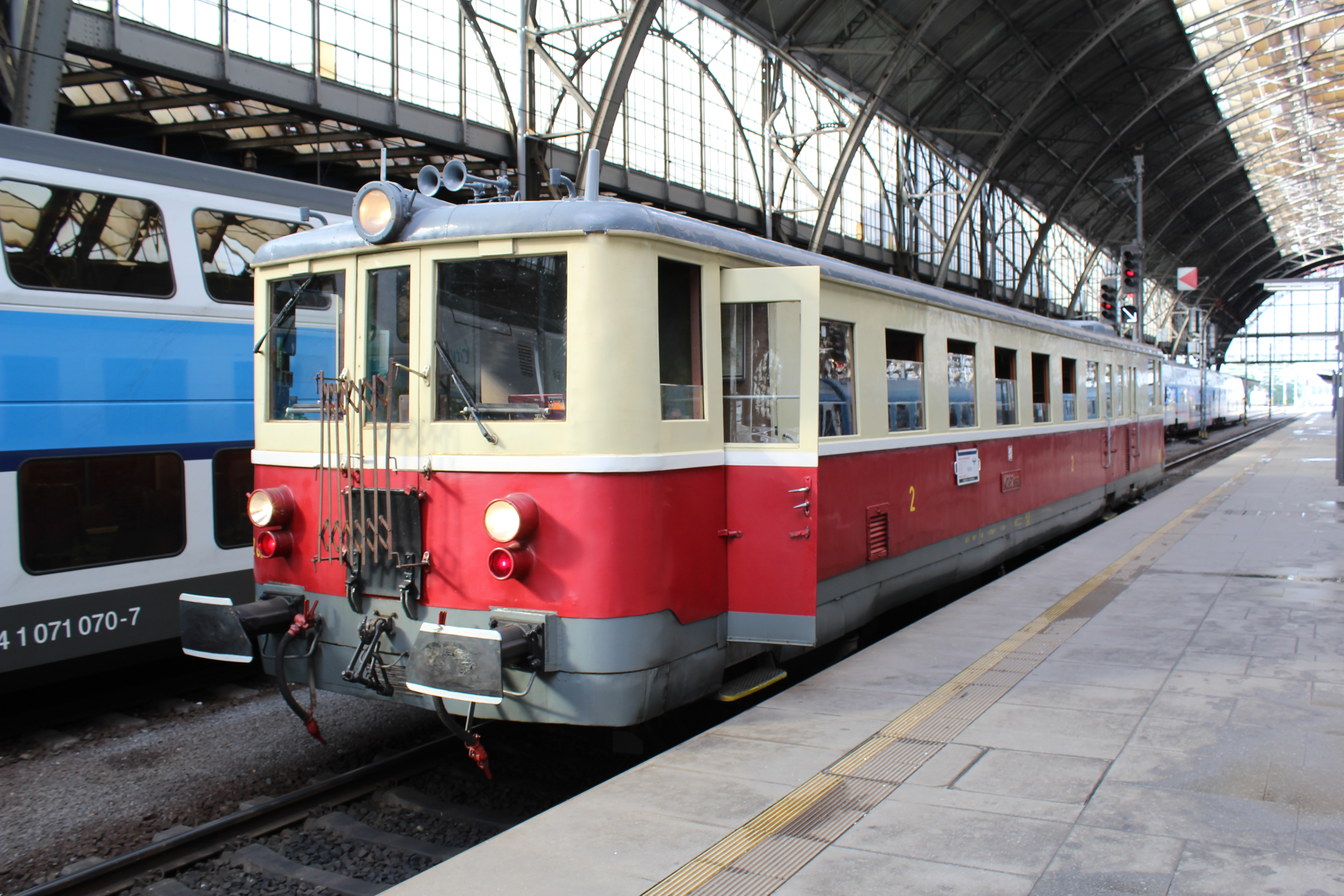
M 262.056

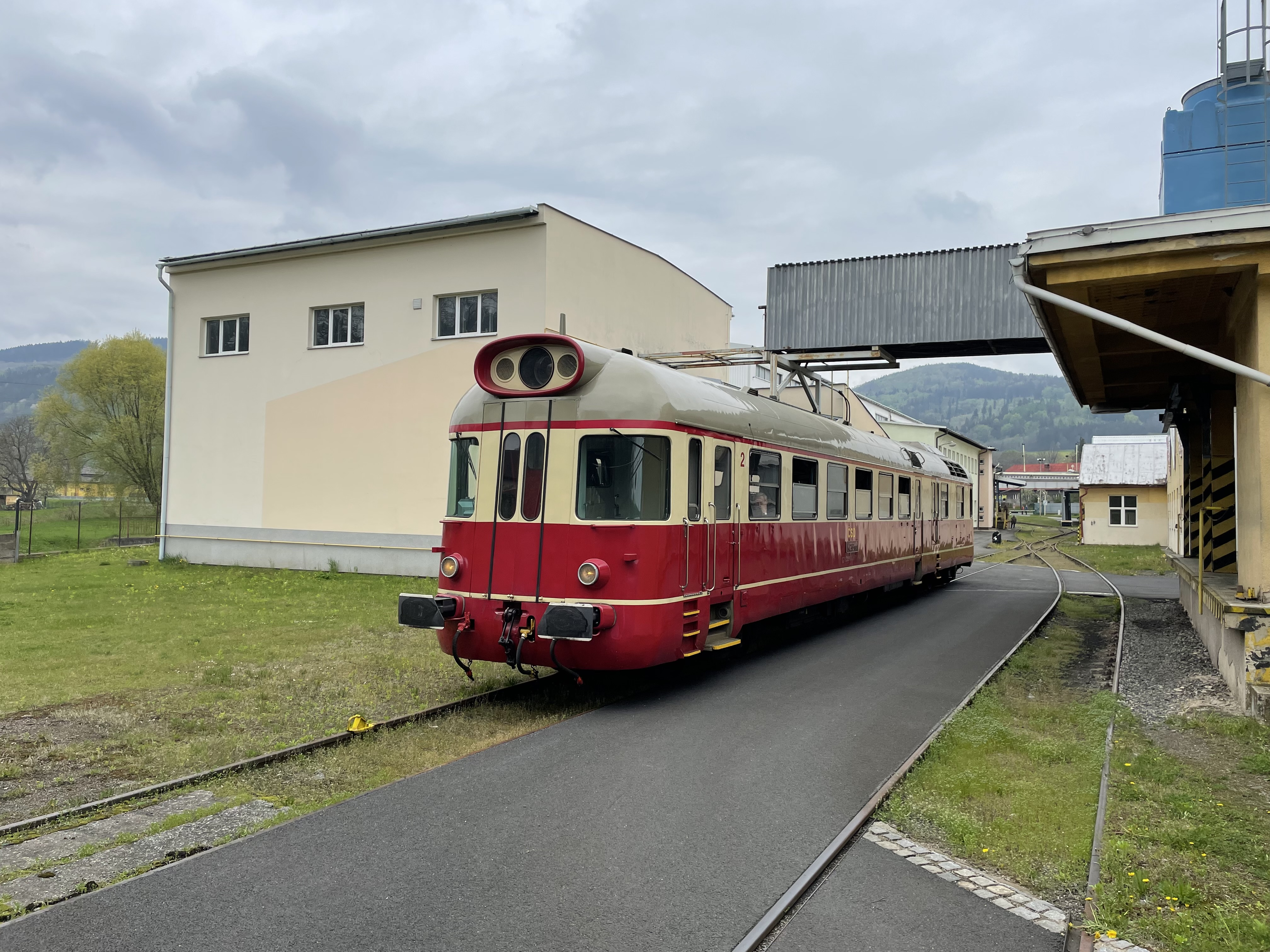
Reihe 851 von KŽC Doprava

Das Unternehmen entstand auf Grundlage des 1985 entstandenen Klub železničních cestovatelů (KŽC, deutsch: Klub der Eisenbahnreisenden) und wurde im Jahr 2006 gegründet. Das tschechische Wort doprava im Unternehmensnamen bedeutet Transport. Im Laufe der Zeit übernahm der Verein viele von Eisenbahninfrastrukturbetreibern stillgelegte Eisenbahnstrecken und führt darauf turnusmäßigen Eisenbahnverkehr durch. So erwarb das Unternehmen 2008 die Bahnstrecke Česká Kamenice–Kamenický Šenov als Teilstück der ehemaligen Lokalbahn Böhmisch Leipa–Steinschönau.
Im grenznahen Bereich von Deutschland verkehrt der Lužický motoráček auf dem Streckenabschnitt von Prag über Česká Lípa und Jedlová unter Mitbenutzung der Bahnstrecke Mikulášovice–Panský–Rumburk, der Podřipský motoráček auf dem Streckenabschnitt von Roudnice nad Labem nach Libochovice unter Mitbenutzung der Bahnstrecke Libochovice–Vraňany und der Podkrošnohora motoráček auf dem Streckenabschnitt von Děčín h.l.n. nach Telnice.
Regelmäßiger Verkehr wird werktags auf der Linie S 34 von Praha Masarykovo nádraží nach Čakovice angeboten. Hier werden die Neubaufahrzeuge 813.2 eingesetzt. Daneben wird auf der Linie S 43 regelmäßiger Betrieb als Ergänzungsbetrieb in den morgendlichen Verkehrsspitzen zwischen Kralupy nad Vltavou und Neratovice durchgeführt.
Der Verein führt regelmäßig Veranstaltungen mit Bezug zur Eisenbahn durch. Für besondere Anlässe werden auf Bestellung Fahrzeuge mit dem entsprechenden Zugpersonal vermietet und auch Lokomotiven für Bauzüge zur Verfügung gestellt.

### Planmäßig durchgeführte Ausflugsfahrten

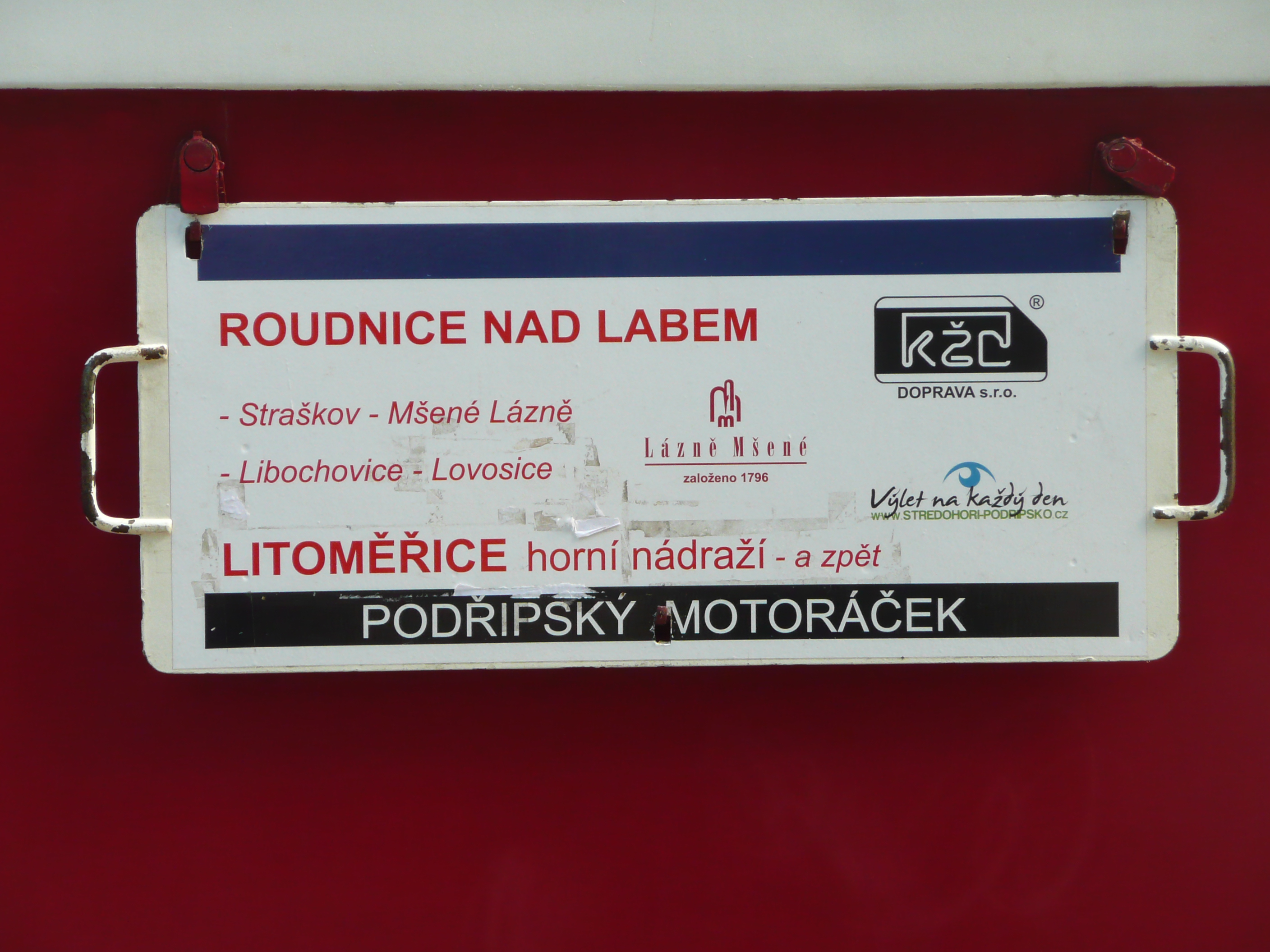
Zuglaufschild des Podřipský motoráček

2023 waren folgende turnusmäßige Ausflugsfahrten mit größtenteils historischen Fahrzeugen vorgesehen:
- Pražský motoráček,[9]
- Posázavský motoráček,[10]
- Rakovnický rychlík,[11]
- Kokořínský rychlík,[12]
- Lužickohorský rychlík,[2]
- Podřipský motoráček,[3]
- Kamenický motoráček,[1]
- Podkrušnohorský motoráček,[13]
- Mochovský motoráček,[14]

### Lokomotiven und Wagen
| Bezeichnung (bis 1968) | letzte Bezeichnung              | Hersteller              | Baujahr   | Foto |
| ---------------------- | ------------------------------- | ----------------------- | --------- | ---- |
| M 131.1302             | 801 302-1                       | Vagonka Tatra Studénka  | 1951      |      |
| ČSD-Baureihe M 152.0   | 810 (mehrere Fahrzeuge)         | Vagonka Tatra           | 1975–1982 |      |
|                        | 813.201 und 202                 | ZOS Zvolen              | 2017      |      |
| M 262.0                | 830 (mehrere Fahrzeuge)         | Vagónka Tatra, Studénka | 1949–1960 |      |
|                        | 831 (mehrere Fahrzeuge)         | Vagónka Tatra, Studénka | 1981–1931 |      |
| M 286.1008             | 851.008-3                       | Vagónka Tatra, Studénka | 1962–1967 |      |
| T 211.0533             | 700 533-3                       | ČKD                     | 1953–1961 |      |
| T 448.0692             | 740 692-9                       | ČKD                     | 1980      |      |
| T 478.1                | 749 und 751 (mehrere Fahrzeuge) | ČKD                     | 1964–1971 |      |